# Кінетична енергія
Кінети́чна ене́ргія — частина енергії фізичної системи, яку вона має завдяки руху.
Кінетичну енергію заведено позначати {\displaystyle K} або {\displaystyle T}.

## Нерелятивістська механіка
У випадку частинки із масою {\displaystyle m} та швидкістю {\displaystyle \mathbf {v} }, кінетична енергія дається формулою
{\displaystyle K={\frac {m\mathbf {v} ^{2}}{2}}}
Кінетична енергія в системі багатьох часток є адитивною величиною, тобто
{\displaystyle K=\sum _{i}{\frac {\mathbf {p} _{i}^{2}}{2m_{i}}}}
Наприклад, при обертанні твердого тіла з моментом інерції {\displaystyle I} із кутовою швидкістю {\displaystyle {\vec {\omega }}}, кінетична енергія визначається, як
{\displaystyle K={\frac {I{\vec {\omega }}^{2}}{2}}}
В лагранжевому формалізмі механіки, кінетична енергія для частинки узагальненої координати {\displaystyle q} із масою {\displaystyle m} та узагальненою швидкістю {\displaystyle {\dot {q}}}, дається формулою
{\displaystyle K={\frac {m{\dot {q}}^{2}}{2}}}
У гамільтоновому формалізмі:
{\displaystyle K={\frac {p^{2}}{2m}}},
де p — узагальнений імпульс.
У квантовій механіці, оператор кінетичної енергії частинки задається формулою
{\displaystyle {\hat {K}}=-{\frac {\hbar ^{2}}{2m}}\nabla ^{2}}

## Теорія відносності
Кінетична енергія залежить від системи відліку, оскільки від неї залежить швидкість. Справді, для спостерігача, що рухається паралельно зі спостережуваним тілом, тіло здається непорушним, а отже не має кінетичної енергії. Для спостерігача в іншій системі відліку це тіло рухається, а, отже, небезпечне при зіткненні.
Зважаючи на те, що при швидкостях руху, близьких до швидкості світла у вакуумі, колишній вигляд формули для кінетичної енергії не підходить, його треба змінити. Кінетична енергія повинна бути визначена як різниця повних енергій рухомої й нерухомої частинок.
{\displaystyle K={\frac {mc^{2}}{\sqrt {1-v^{2}/c^{2}}}}-mc^{2}=mc^{2}\left({\frac {1}{\sqrt {1-v^{2}/c^{2}}}}-1\right)},
де m — маса частинки, c — швидкість світла у вакуумі.

## Статистична фізика
У статистичній фізиці мірою кінетичної енергії системи багатьох часток є температура. У класичній рівноважній системі з температурою {\displaystyle T}, згідно із законом рівнорозподілу, на кожен ступінь вільності в середньому, припадає енергія {\displaystyle k_{B}T/2}, де {\displaystyle k_{B}} — стала Больцмана. Тож кожен атом рівноважної системи в середньому, має кінетичну енергію {\displaystyle 3k_{B}T/2}.